# Robley D. Evans (Admiral)

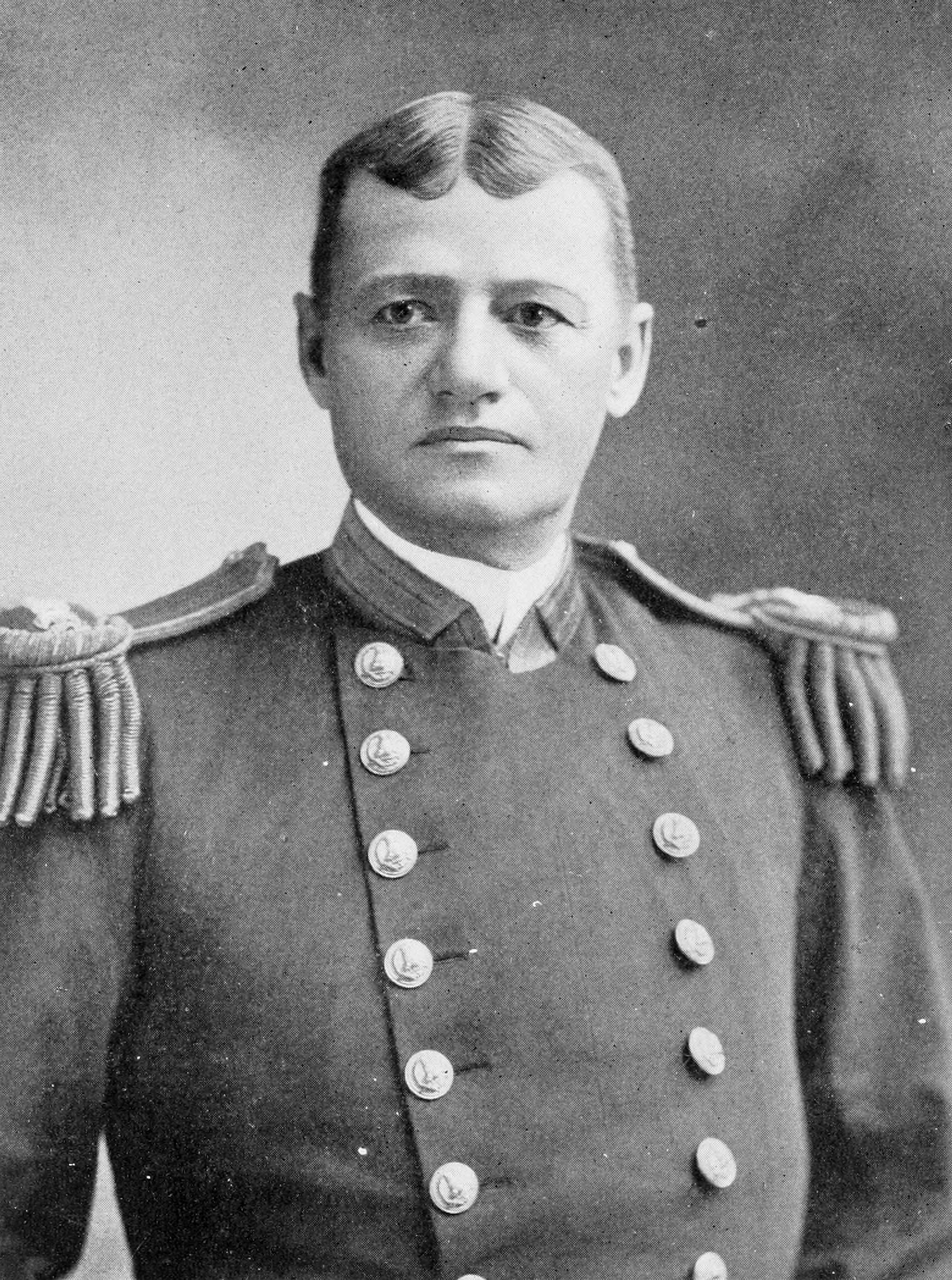
Robley D. Evans

Robley Dunglison Evans, USN, (* 18. August 1846 im Floyd Court House (Gebäude des Bezirksgerichts), Floyd County, Virginia; † 3. Januar 1912 in Washington, D.C.) war ein US-amerikanischer Admiral. Er kommandierte die Große Weiße Flotte auf der ersten Etappe ihrer Reise um die Welt.

## Leben

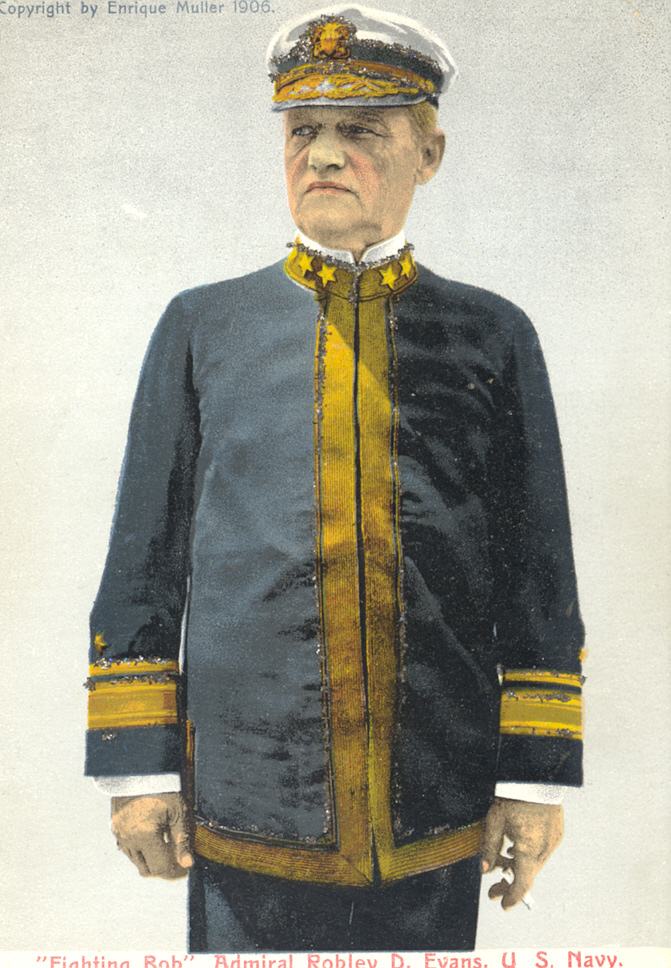
"Fighting Bob" Evans, historische Postkarte, 1906

Robley D. Evans wurde in Floyd County, Virginia, als Sohn eines Landarztes geboren, lebte aber seit dem 11. Lebensjahr – nach dem Tod des Vaters – bei seinem Onkel in Washington, D.C. Im Alter von dreizehn Jahren zog er nach Utah, um von diesem Bundesstaat eine Nominierung zur Marineakademie zu erhalten. Am 20. September 1860 trat er in die Akademie ein und blieb dort auch nach dem Ausbruch des Bürgerkrieges – trotz der Aufforderungen seiner Familie, sich der Konföderation anzuschließen. Wegen des kriegsbedingten Mangels an Offizieren graduierte der Abschlussjahrgang 1864 schon im Oktober 1863 und Evans wurde – 17 Jahre alt – zum diensttuenden Leutnant (Acting Ensign) befördert. Er erhielt sein erstes Kommando auf der USS Powhatan, auf der er auch fast die ganze restliche Zeit des Krieges erlebte. Beim Angriff auf Fort Fisher Mitte Januar 1865 führte er eine Marineinfanteriekompanie an Land und wurde dabei durch mehrere Schüsse in beide Beine und den rechten Fuß schwer verwundet. Den Armeechirurgen, der sein Bein amputieren wollte, vertrieb er mit einer Pistole in der Hand.
Seine Verletzungen plagten ihn für den Rest seines Lebens und führten dazu, dass er im Mai 1866 ausgemustert wurde. Anfang 1867 – nachdem er sich gegen den Kongress durchgesetzt hatte – kehrte er in den aktiven Dienst zurück. Während der späten 1860er Jahre bis in die 1870er Jahre tat er Dienst auf der USS Piscataqua (1896 umbenannt in Delaware), dem Flaggschiff der Asienflotte, und wurde 1866 zum Kapitänleutnant und 1868 zum Lieutenant Commander (dt. Korvettenkapitän) befördert. Nach Verwendungen in der Marinewerft in Washington und an der Marineakademie in Annapolis, erhielt er Mitte 1873 wieder ein zweijähriges Bordkommando beim europäischen Geschwader, zunächst auf der USS Shenandoah und später auf der USS Congress.
Danach ging er wieder zur Marinewerft in Washington, wo er sich mit der Technik der Signalübermittlung beschäftigte, und wurde dann Fregattenkapitän und Kommandierender Offizier des Schulschiffs Saratoga (1878–1880). Während der nächsten zwölf Jahre hatte er Verwendungen als Leuchtturminspektor und Mitglied der Leuchtturmbehörde (Light-House Board) und beim Naval Advisory Board. Hier setzte er sich vor allem für den Stahlschiffbau ein. Als Chefinspektor für den Stahlbau überwachte er die Produktion von Schiffstahl, bevor er von 1891 bis 1893 Kommandierender Offizier des Kanonenbootes Yorktown in Pazifik wurde. Wegen seiner entschlossenen Führung während der Krise mit Chile nach dem Baltimore-Zwischenfall 1891–92 erhielt er den populären Beinamen "Fighting Bob" und sein energisches Vorgehen gegen die illegale Jagd auf Robben in der Bering-See Ende 1892 steigerte seine Reputation noch mehr.
Nach der Beförderung zum Kapitän zur See im Juni 1893 diente er noch einmal beim Light-House Board und kommandierte dann von 1894 bis 1897 den Panzerkreuzer New York und das neue Linienschiff Indiana. Mit der New York nahm er 1895 an der Eröffnung des Kaiser-Wilhelm-Kanals teil und freundete sich mit dem Bruder des Kaisers, Prinz Heinrich, an, der ebenfalls Marineoffizier war. Während des Spanisch-Amerikanischen Krieges erhielt er das Kommando über die Iowa, das neueste und modernste das Schlachtschiff der Marine, und zeichnete sich in der Schlacht von Santiago am 3. Juli 1898 besonders aus, als die Iowa vor dem Hafeneingang mehrere spanische Schiffe außer Gefecht setzte, selbst aber keinen einzigen Mann verlor. Auf seinem Schiff übergaben auch der besiegte spanische Flottenkommandeur Admiral Pascual Cervera und die Offiziere dreier spanischer Schiffe ihre Degen. Evans wurde danach von Oktober 1898 bis 1902 zum Board of Inspection and Survey versetzt und wurde, nachdem er im Februar 1901 zum Konteradmiral befördert worden war, dessen Präsident.
Beim Besuch des Prinzen Heinrich in den Vereinigten Staaten 1902 war Evans dessen Ordonnanzoffizier und von 1902 bis 1904 kommandierte er die Asienflotte, bevor er im März 1905 die Atlantikflotte übernahm. Sein eigentlich für diesen Posten vorgesehener Schwager und Klassenkamerad in Annapolis Admiral Henry Clay Taylor, dessen Schwester Charlotte Evans 1871 geheiratet hatte, war im Juli 1904 plötzlich gestorben. Ende 1907 bis Anfang 1908 führte Evans, obwohl schon schwer erkrankt, Roosevelts Große Weiße Flotte auf der ersten Etappe ihrer Reise von Hampton Roads um Kap Hoorn nach San Francisco, musste das Kommando aber im Mai 1908 wegen seiner Krankheit niederlegen, nachdem er schon die letzten drei Monate auf See im Bett hatte verbringen müssen.
Im August 1908 trat er im Alter von 62 Jahren in den Ruhestand, diente aber noch einige Jahre beim General Board of the Navy. Er starb 1912 als, neben George Dewey, bekanntester amerikanischer Seeheld seiner Zeit und ist gemeinsam mit seiner 1919 verstorbenen Frau und seinem 1908 verstorbenen Enkel Robley Evans Sewall auf dem Nationalfriedhof Arlington beigesetzt.
Zwei Zerstörer der U.S. Navy waren nach Rear Admiral Robley D. Evans benannt: USS Evans (DD-78), 1918–1940, und USS Evans (DD-552), 1943–1947.

## Werke
- A Sailor's Log: Recollections of Forty Years of Naval Life. – New York: D. Appleton & Company, 1901 <reprint Whitefish, MT: Kessinger Publishing, März 2005. – ISBN 1-41790787-8>
- An admiral's log: Being Continued Recollections of Naval Life. – New York: D. Appleton & Company, 1910